# Frances E. Allen
Frances Elizabeth Allen (ur. 4 sierpnia 1932 w Peru w stanie Nowy Jork, zm. 4 sierpnia 2020 w Schenectady w stanie Nowy Jork) – amerykańska informatyczka. Pierwsza kobieta, która otrzymała Nagrodę Turinga, uhonorowana za wkład w rozwiązywanie problemów komputerowych, optymalizację kodu wynikowego oraz optymalizację oprogramowań. Pierwsza pracowniczka IBM z tytułem IBM Fellow; pracowała również nad nowatorskimi kompilatorami oraz obliczeniami równoległymi.

## Kariera
Frances Elizabeth Allen urodziła się i dorastała na farmie w Peru, amerykańskiej miejscowości w stanie Nowy Jork. Ukończyła The New York State College for Teachers, uzyskując w 1954 roku stopień Bachelor of Arts (odpowiednik polskiego licencjata) w matematyce. Następnie rozpoczęła nauczanie w szkole w Peru. Po dwóch latach rozpoczęła naukę na Uniwersytecie Michigan i w 1957 roku otrzymała stopień Master of Arts (odpowiednik magistra) w tej samej dziedzinie. W tym samym roku Allen rozpoczęła pracę w IBM Research (sekcja badań i rozwoju firmy IBM) jako programistka. Uczyła tam podstaw języka FORTRAN przyszłych pracowników firmy. W 1959 roku została przydzielona do projektu Harvest prowadzonego przez National Security Agency oraz pracowała nad językiem programowania o nazwie „Alpha”. Zarządzała zespołami pracującymi nad optymalizacją kompilatorów dla projektów Harvest i Stretch. W latach 60. XX w. miała wkład w projekt superkomputera ACS-1, a w latach 70. XX w. pracowała nad językiem PL/I. Następnie przez kilka lat była związana z Uniwersytetem Nowojorskim, na zaproszenie Jacoba Schwartza. Odwiedzała amerykańskie uczelnie, gdzie prowadziła wykłady. W latach 1972–1978 pracowała dla National Science Foundation.
W 1989 r. Frances Elizabeth Allen otrzymała tytuł IBM Fellow jako pierwsza kobieta w historii firmy. W 2002 roku przeszła na emeryturę, wciąż współpracując z IBM jako Fellow Emerita. Również w tym roku otrzymała Nagrodę Ady Lovelace (przyznawanej przez Stowarzyszenie Kobiet w Informatyce (ang. Association for Women in Computing) dla upamiętnienia Ady Lovelace – pierwszej kobiety uznawanej za informatyczkę). Cztery lata później otrzymała Nagrodę Turinga (określaną niekiedy mianem „informatycznego Nobla”). W 2007 roku firma IBM utworzyła na jej cześć IBM Fran Allen Ph.D. Fellowship Award.

## Nagrody i wyróżnienia
- 2006 – Nagroda Turinga – jako pierwsza kobieta[7][9]
- 2002 – Ada Lovelace Award